# Koncert Poljud
Koncert Poljud je videoalbum Marka Perkovića, snimka koncerta održana na Poljudu 2002. godine: 

## Pjesme
1. Uvod
2. Bojna Čavoglave
3. Anica − Kninska kraljica
4. Ne varaj me
5. Prijatelji
6. Lijepa li si
7. Zaustavi se vjetre
8. Geni kameni
9. Stari se
10. Pukni puško
11. Ka' bez duše
12. Zašto si se okomila na me
13. Crne noći, bijeli putevi
14. Neću izdat' ja
15. Reci, brate moj
16. Radost s visina
17. Rosa
18. Ljutu travu na ljutu ranu
19. Zeleno je bilo polje
20. Zmija me za srce ugrizla
21. Moj Ivane
22. Grkinja
23. Iza devet sela
24. E, moj narode
25. Lijepa li si (s gostima)